# Murodjon Xolmurodov
Murodjon Xolmurodov (usbekisch-kyrillisch Муроджон Холмуродов; englisch Muradjan Khalmuratov; * 11. Juni 1982 in Taschkent, Usbekische SSR, Sowjetunion) ist ein usbekischer Radrennfahrer.

## Karriere
Murodjon Xolmurodov wurde von 2011 bis 2018 acht Mal usbekischer Landesmeister, darunter sieben Mal im Einzelzeitfahren und ein Mal im Straßenrennen. Seinen bis dahin bedeutendsten internationalen Erfolg gelang ihm 2011 mit dem Gesamtsieg des Etappenrennens Tour of China. Bei den Asiatischen Radsportmeisterschaften 2013 gewann er sowohl das Straßenrennen wie auch das Einzelzeitfahren. 2018 belegte er bei den Asienspielen Platz zwei im Einzelzeitfahren.
Bei den Bahn-Asienmeisterschaften errang Xolmurodov 2018 und 2019 jeweils Bronze im Punktefahren. Bei den UCI-Straßen-Weltmeisterschaften 2019 wurde er 47. im Einzelzeitfahren.
Bis einschließlich 2020 wurde Murodjon Xolmurodov zehn Mal nationaler Meister im Einzelzeitfahren und drei Mal im Straßenrennen.

## Erfolge

### Straße
2011
- Asienmeisterschaft – Straßenrennen
- Usbekischer Meister – Einzelzeitfahren
- Gesamtwertung Tour of China

2012
- eine Etappe Tour of Thailand
- Usbekischer Meister – Einzelzeitfahren

2013
- Asienmeister – Einzelzeitfahren, Straßenrennen
- Usbekischer Meister – Einzelzeitfahren, Straßenrennen

2014
- Usbekischer Meister – Einzelzeitfahren

2015
- Usbekischer Meister – Einzelzeitfahren

2016
- Usbekischer Meister – Einzelzeitfahren

2018
- Asienspiele – Einzelzeitfahren
- Usbekischer Meister – Einzelzeitfahren

2019
- Usbekischer Meister – Straßenrennen, Einzelzeitfahren

2020
- Usbekischer Meister – Straßenrennen, Einzelzeitfahren

2021
- Usbekischer Meister – Einzelzeitfahren

2022
- Asienmeisterschaft – Einzelzeitfahren

2024
- Asienmeisterschaft – Mixed-Staffel

### Bahn
2018
- Asienmeisterschaft – Punktefahren

2019
- Asienmeisterschaft – Punktefahren

2021
- Usbekischer Meister – Punktefahren